# هربرت أوبست
هربرت أوبست (مواليد 26 يونيو 1936) هو مبارز بالسيف كندي، مثّل بلاده في الألعاب الأولمبية الصيفية 1972.

## روابط رياضية
هربرت أوبست على موقع أوليمبيديا (الإنجليزية)
- هربرت أوبست على موقع اتحاد ألعاب الكومنولث (مؤرشف) (الإنجليزية)